# Chicago Majors 1961-1962
La stagione 1961-62 dei Chicago Majors fu la 1ª nella ABL per la franchigia.
I Chicago Majors arrivarono terzi nella Eastern Division con un record di 39-44. Nei play-off persero i quarti di finale con i New York Tapers (1-0).

## Roster
| N° | Naz.                   | Ruolo | Sportivo           | Anno | Alt. | Peso |
| -- | ---------------------- | ----- | ------------------ | ---- | ---- | ---- |
|    | Stati Uniti (bandiera) | A     | Sam Barnard        | 1937 | 198  | 102  |
|    | Stati Uniti (bandiera) | A     | Frank Burks        | 1939 | 193  | 87   |
|    | Stati Uniti (bandiera) | AC    | Nat Clifton        | 1922 | 198  | 100  |
|    | Stati Uniti (bandiera) | GA    | Kelly Coleman      | 1938 | 191  | 98   |
|    | Stati Uniti (bandiera) | A     | Mel Davis          | 1937 | 196  | 88   |
|    | Stati Uniti (bandiera) | A     | Jackie Fitzpatrick | 1935 | 193  | 98   |
|    | Stati Uniti (bandiera) | A     | Leroy Gibson       | 1937 | 196  | 86   |
|    | Stati Uniti (bandiera) | GA    | Tony Jackson       | 1942 | 193  | 91   |
|    | Stati Uniti (bandiera) | G     | Herbert Lee        | 1940 | 183  | 91   |
|    | Stati Uniti (bandiera) | C     | Ken Peterson       | 1938 | 211  | 102  |
|    | Stati Uniti (bandiera) | A     | George Price       | 1938 | 196  | 93   |
|    | Stati Uniti (bandiera) | G     | Joe Scott          | 1939 | 193  | 77   |
|    | Stati Uniti (bandiera) | G     | Ron Sobieszczyk    | 1934 | 191  | 84   |
|    | Stati Uniti (bandiera) | G     | Herschell Turner   | 1938 | 188  | 88   |
|    | Stati Uniti (bandiera) | GA    | Govoner Vaughn     | 1932 | 193  | 82   |
|    | Stati Uniti (bandiera) | C     | John Wessels       | 1938 | 198  | 95   |
|    | Stati Uniti (bandiera) | AC    | Hank Whitney       | 1939 | 201  | 104  |
|    | Stati Uniti (bandiera) | G     | Bob Wilkinson      | 1938 | 185  | 82   |
|    | Stati Uniti (bandiera) | C     | Tony Wilcox        |      | 203  | 91   |
|    | Stati Uniti (bandiera) | G     | Ronnie Zagar       | 1939 | 178  | 80   |

## Staff tecnico
- Allenatore: Andy Phillip